# Checheng
Checheng (車城鄉S, Chēchéng XiāngP) è un comune di Taiwan, situato nella provincia di Taiwan e nella contea di Pingtung.